# حمود بن عبد العزيز آل سعود
حمود بن عبد العزيز بن عبد الرحمن آل سعود (1368 هـ / 1947 - 15 رمضان 1414 هـ / 26 فبراير 1994)، الابن السادس والثلاثين من أبناء عبد العزيز آل سعود الذكور وأصغرهم. ووالدته هي الأميرة فاطمة بنت عبيد بن وحيد بن رشدوه الشميلي وتعود أصولها من إمارة رأس الخيمة.

## حياته
حصل الأمير حمود بن عبد العزيز آل سعود على شهادة البكالوريوس في التاريخ من جامعة الملك سعود. وعرف عنه حبه للتعلم والإطلاع والمناقشات الثقافية، كما كان يهوى الشعر والأدب، ومن هواياته الصيد والسفر القراءة. وكان مهتمًا بالتكنولوجيا الحديثة، حيث يسعى لجلب كل جهاز حديث وتزويد العمل الحكومي بالمعدات الحديثة. وكان رجل أعمال ناجح وقد عرف أنه من أثرياء العرب، ولم يتول أي منصب حكومي.

## وفاته
توفي الأمير حمود بن عبد العزيز آل سعود في يوم السبت 15 رمضان 1414هـ الموافق 26 فبراير 1994 بعد صلاة المغرب في قصره بحي المربع بشارع الوشم بالرياض إثر سكتة قلبية، وصلي عليه في جامع الإمام تركي بن عبد الله في الرياض ودفن في مقبرة العود.

## الأسرة
متزوج من الأميرة طرفة بنت حمود بن فهد الجبر الرشيد، وأنجبا ابنة واحدة وهي : 
الأميرة غادة بنت حمود بن عبد العزيز آل سعود
- كانت متزوجة من الأمير الوليد بن بدر بن سعود بن عبد العزيز آل سعود ولها من البنات الأميرة أريج (متزوجة من الأمير عبد الله بن ناصر بن سعود الفرحان آل سعود)[2]، والأميرة عهد (متزوجة من الامير سلطان بن تركي بن بدر بن سعود بن عبدالعزيز آل سعود).

- ثم تزوجت من الأمير فيصل بن محمد بن سعود بن عبد العزيز آل سعود ولها من البنات الأميرة لولوة.